# Margarine Unie

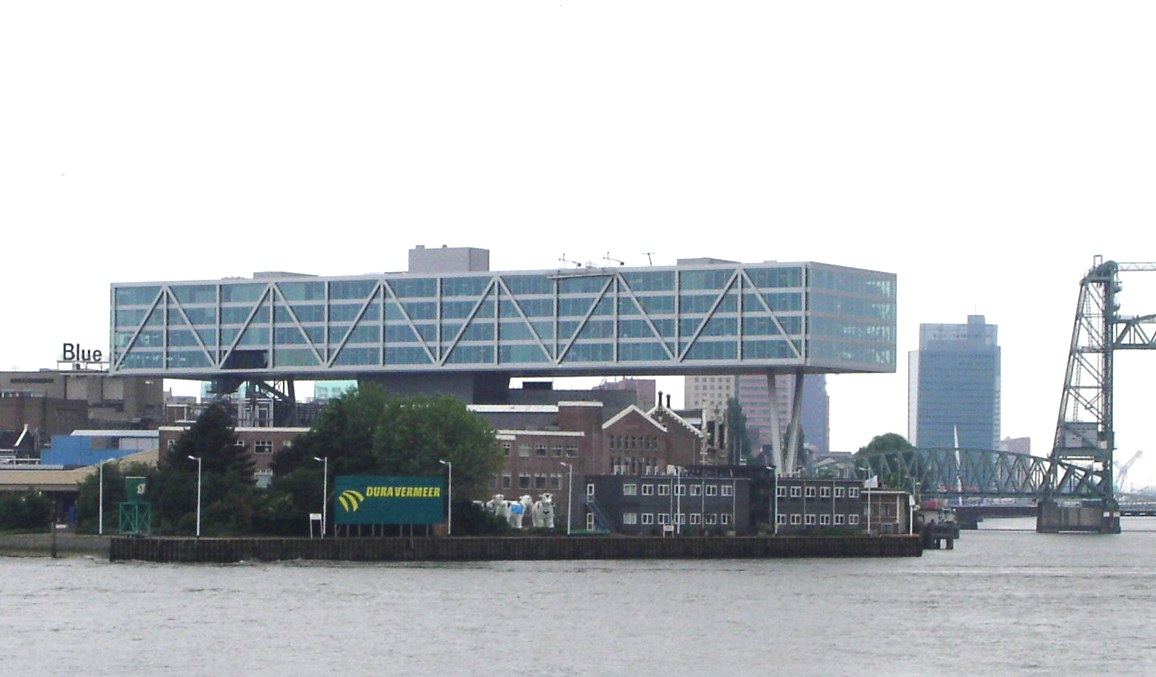
Factoría de Unilever en Holanda.

Margarine Unie (Unión de margarina), fue una compañía holandesa fundada en 1927, resultado de la fusión de las factorías de margarina de Samuel van den Bergh (Van den Bergh Margarinefabrieken) y Anton Jurgens (Anton Jurgens' Margarinefabrieken N.V.), ambas neerlandesas.
Fue la factoría de margarina más importante de Holanda y Europa.

## Unilever
Margarina Unie se fusionó con los ingleses Lever Brothers y fundaron la Unilever en 1930, formando la primera multinacional moderna del mundo.
Con la Unilever empezó vendiendo varias clases de margarinas por toda Europa, al mismo tiempo que se vendían los jabones de los Lever Brothers.

### Fotografías
- W.H.Lever
- S.v.d. Bergh
- Anton Jurgens

- Datos: Q2237108